# Яровка (приток Чепцы)
Яровка — река в России, правый приток Чепцы (бассейн Волги). Протекает в Фалёнском районе Кировской области. Устье реки находится в 183 км по правому берегу Чепцы. Длина реки составляет 26 км, площадь бассейна — 148 км².
Исток реки на Верхнекамской возвышенности в 26 км к северо-востоку от посёлка Фалёнки и в 8 км к северо-западу от границы с Удмуртией. Река течёт на юго-запад, почти всё течение проходит по ненаселённой, холмистой местности. Притоки — Чумовка, Лариха (правые). В нижнем течении река протекает неподалёку от деревни Демаки.
Впадает в Чепцу у деревни Яровые в 7 км к северо-востоку от центра посёлка Фалёнки.

## Данные водного реестра
По данным государственного водного реестра России относится к Камскому бассейновому округу, водохозяйственный участок реки — Чепца от истока до устья, речной подбассейн реки Вятка. Речной бассейн реки — Кама.